# 永井直邦
永井 直邦（ながい なおくに、1896年〈明治29年〉1月7日 - 1950年〈昭和25年〉9月10日）は、大正・昭和期の政治家、華族。貴族院子爵議員。旧姓・戸田、旧名・邦光。位階は従三位。

## 経歴
子爵・戸田康泰の五男として生まれ、子爵・永井直諒の養子となる。養父の死去に伴い家督を継承して直邦と改名し、1920年（大正9年）1月6日に子爵を襲爵した。
1921年（大正10年）東京帝国大学文学部を卒業。1923年（大正12年）臨時帝室編修官補に就任。以後、文部省嘱託、東京府主事・社会教育課勤務、理研電具嘱託などを務めた。
1946年（昭和21年）5月10日、貴族院子爵議員補欠選挙で当選し、研究会に所属して活動し、1947年（昭和21年）5月2日の貴族院廃止まで在任した。

## 親族
- 妻：艶子（つやこ、三条公美二女）[1]
- 長男：直英[1]